# Алексеевский (Краснодарский край)
Алексе́евский — хутор в Гулькевичском районе Краснодарского края России. Входит в состав Соколовского сельского поселения.

## География

### Улицы
- ул. Гагарина,
- ул. Кочубея,
- ул. Ленина,
- ул. Новая,
- ул. Степная[4].

## Население
| 2002 | 2010 |
| ---- | ---- |
| 535  | ↘486 |